# Білиця (Березинський район)
Білиця (біл. вёска Беліца) — село в складі Березинського району Мінської області, Білорусь. Село підпорядковане Ушанській сільській раді, розташоване в східній частині області.